# Am I Wrong
"Am I Wrong"은 노르웨이의 팝 듀오 니코 & 빈즈 (전 이름 엔비)의 노래이다. 이 노래는 원래 2013년 노르웨이에서 엔비라는 그룹 명으로 디지털 다운로드로 발매되었으며, 노르웨이를 비롯한 스웨덴, 덴마크, 핀란드에서 히트쳤다. 스칸디나비아 지역에서 히트 후, 그룹은 니코 & 빈즈라는 이름으로 바꾸고 전세계적으로 재발매하였다.